# 윤종수 (법조인)
윤종수(1964년 10월 17일 ~ )는 대한민국의 법조인이다. 서울대학교 법과대학을 졸업하였다. 2013년 판사에서 퇴임하고, 현재는 변호사로 활동하며, 사단법인 코드의 이사장을 역임하고 있다.

## 학력
- 2002 - 2003: 조지 워싱턴 대학교 (방문연구원(Visiting Scholar)
- 1983 - 1987: 서울대학교 법과대학 졸업

## 이력
- 2016 - 현재: 법무법인 광장 변호사
- 2014 - 2015: 법무법인 세종(SHIN&KIM) 변호사
- 2013 - 2017: 크리에이티브 커먼즈 이사
- 2013 - 현재: 인터넷 검색서비스 발전을 위한 자문위원회 위원장
- 2013 - 현재: 공공데이터분쟁조정위원회 위원
- 2011 - 현재: 개인정보보호위원회 위원
- 2011 - 현재: 콘텐츠분쟁조정위원회 위원
- 2009 - 현재: 한국저작권위원회 위원
- 2005 - 현재: 크리에이티브 커먼즈 코리아 프로젝트 리드 및 이사
- 2014 - 현재: 크리에이티브 커먼즈 이사
- 2012 - 2014: 서울북부지방법원 부장판사
- 2000 - 2008: 서울중앙지방법원, 서울북부지방법원, 서울고등법원 판사

## 개요
서울대학교 법과대학을 졸업하고 32회 사법시험에 합격하여 임용되었다. 사단법인 한국정보법학회, 법원 지적재산권 커뮤니티, 법원 지적재산권분야 국제규범연구반 등에서 간사를 역임했다. 천리안 AV 동호회의 시삽으로 활동했다. 지적재산권, 개인정보, 인터넷 거버넌스, IT 등의 법적, 사회적 이슈에 대해 관심이 많으며 관련 논문을 다수 발표한 바 있다. 이후 서울고등법원 판사와 서울북부지방법원 부장판사, 인천지방법원 부장판사를 역임하다 2013년 퇴임하고, 이후 법무법인 세종을 거쳐 현재는 법무법인 광장에서 변호사이다.
2005년부터 한국정보법학회와 함께 저작권 라이선스인 크리에이티브 커먼즈 라이선스 (Creative Commons License, 약칭 CCL)의 한국 버전을 국내에 소개한 이래 비영리단체인 크리에이티브 커먼즈 코리아 (Creative Commons Korea)의 프로젝트 리드로서 국내외에서 다양한 자원활동에 참여해 왔다. 크리에이티브 커먼즈 코리아는 2017년 사단법인 코드로 법인명을 변경을 한 후에 코드의 이사장으로 한층 다양한 영역에서 활동을 하고 있다.

## 주요 저서 및 논문
- 인터넷필터링의 필요성과 한계 (서울대학교 기술과 법센터 인터넷과 법률 II, 2005)
- 법과 증거, 그 의미와 한계 (서울대학교 자연대 자연과학, 2006 여름호)
- 정보법 판례백선 (공저, 2006)
- 저작인접권에 관한 고찰 - 저작인접권의 본질론적 검토와 미디어환경의 변화에 따른 대응을 중심으로(법원도서관 사법논집 제45집, 2007)
- 저작권법상 방송 및 웹캐스팅의 지위에 관한 고찰 (정보법학 제11권 제1호, 2007)
- 저작재산권 제한의 국제적 기준 (대법원 국제규범연구반 보고서, 2007)
- Web2.0과 저작권 Web2.0 and Copyright (정보과학회지 10호 통권 221호, 2007)
- 불법복제 UCC를 유통한 ISP의 책임 (한국언론법학회 언론과 법 제6권 제1호, 2007)
- 개인정보보호법 개관 (정보법학 제13권 제1호, 2008)
- UCC 시대의 저작권 패러다임의 변화와 대안적 논의들을 중심으로 (건국 60년 기념 한국법률가대회 발표문, 저스티스 통권 제106호, 2008)
- 온라인서비스제공자의 책임제한과 특수한 유형의 온라인서비스제공자의 기술조치의무 - 서울고등법원의 소리바다5 결정을 중심으로 (인권과 정의, 2009)
- 인터넷과 법률 II, III (공저, 2005, 2010)
- 인터넷시대의 저작재산권의 제한 (서울대학교 기술과 법센터 인터넷과 법률 III, 2010)
- 인터넷 산업에 대한 규제 및 활성화 방안 (2010 한국법률가대회 발표문, 저스티스 통권 제121호, 2010)
- 인터넷에서의 국가관할과 국내법의 역외적용 (공법연구 39집 제1호, 2010)
- 지적재산권 관련 국경조치에 관한 연구 (사법발전재단 사법 12호, 2010)
- 사이버머니의 해킹과 책임(인천법조, 2011)
- 법관, SNS와 대화를 시작하다 (사법정보화 연구회 공저, 2012)
- 인터넷 그 길을 묻다 (사단법인 한국정보법학회, 편집책임자 겸 공저자, 2012)
- 공공데이터의 개방과 과제(사이버커뮤니케이션, 2013)
- 영상정보처리기기 규제의 몇 가지 쟁점(한국정보법학회, 2013)

## 같이 보기
- 이만재 (1948년)
- 서창녕